# Douglas Turner Ward
Pour les articles homonymes, voir Ward.
Douglas Turner Ward est un dramaturge, comédien, metteur en scène et producteur de théâtre américain né le 5 mai 1930 à Burnside, en Louisiane et mort le 20 février 2021 à Manhattan, New York, U.S. Il est notamment l'un des fondateurs et le directeur artistique de la Negro Ensemble Company (en).

## Biographie et carrière

### Enfance et jeunesse
Douglas Turner Ward naît à Burnside, une petite communauté de la paroisse de l'Ascension, dans le Sud de la Louisiane. Il est le fils de Roosevelt Ward et Dorothy Ward (née Short).

### Carrière
Ward fait ses débuts à Broadway en interprétant un rôle secondaire dans la pièce A Raisin in the Sun de Lorraine Hansberry. Toutefois, il connaîtra son premier grand succès en tant que dramaturge grâce à Happy Ending/Day of Absence, un programme de deux pièces à acte unique joué pour la première fois le 15 novembre 1965 à St. Mark Playhouse, à Manhattan. Interprétée 504 fois au total, cette œuvre est récompensée par un Drama Desk Award,.
En 1967, Ward participe à la fondation de la Negro Ensemble Company (en), dont il est le directeur artistique durant plusieurs années.

### Vie personnelle
Ward est marié à Diana Powell Ward, qui a réalisé un documentaire intitulé Where Two Rivers Meet. Ce film retrace la vie d'un des ancêtres de Ward, un esclave nommé Elnora et appartenant à Nathan Bedford Forrest, le « Premier Grand Sorcier » du Ku Klux Klan,.
Douglas Turner et Diana Powell Ward ont une fille, Elizabeth Ward.

## Sélection d'œuvres

### En tant que metteur en scène
| Année | Titre                      | Théâtre                | Notes                                                                    |
| ----- | -------------------------- | ---------------------- | ------------------------------------------------------------------------ |
| 1982  | A Soldier's Play           | Lucille Lortel Theatre | Nommée au Drama Desk Award                                               |
| 1980  | Zooman and the Sign        | Theatre Four           |                                                                          |
| 1979  | Home,                      | St. Mark's Playhouse   |                                                                          |
| 1975  | The First Breeze of Summer | St. Mark's Playhouse   |                                                                          |
| 1972  | The River Niger            | St. Mark's Playhouse   |                                                                          |
| 1970  | Day of Absence             | St. Mark's Playhouse   | Constitue un programme de deux pièces à acte unique avec Brotherhood.    |
| 1970  | Brotherhood                | St. Mark's Playhouse   | Constitue un programme de deux pièces à acte unique avec Day of Absence. |
| 1968  | Daddy Goodness             | St. Mark's Playhouse   |                                                                          |

### En tant que dramaturge
| Année | Titre          | Théâtre              | Notes                                                                                     |
| ----- | -------------- | -------------------- | ----------------------------------------------------------------------------------------- |
| 1983  | The Redeemer   | Theatre Four         | Comprise dans un programme de trois pièces à acte unique intitulé About Heaven and Earth. |
| 1970  | Day of Absence | St. Mark's Playhouse | Constitue un programme de deux pièces à acte unique avec Brotherhood.                     |
| 1970  | Brotherhood    | St. Mark's Playhouse | Constitue un programme de deux pièces à acte unique avec Day of Absence.                  |
| 1969  | The Reckoning  | St. Mark's Playhouse |                                                                                           |
| 1965  | Day of Absence | St. Mark's Playhouse | Constitue un programme de deux pièces à acte unique avec Happy Ending.                    |
| 1965  | Happy Ending   | St. Mark's Playhouse | Constitue un programme de deux pièces à acte unique avec Day of Absence.                  |

### En tant qu'acteur
| Année | Œuvre                      | Rôle                                                         | Théâtre                                       | Notes |
| ----- | -------------------------- | ------------------------------------------------------------ | --------------------------------------------- | --- |
| 1983  | Tigus                      | Tigus                                                        | Theatre Four                                  | Comprise dans un programme de trois pièces à acte unique intitulé About Heaven and Earth.                            |
| 1975  | The First Breeze of Summer | Harper Edwards                                               | St. Mark's Playhouse                          | |
| 1972  | The River Niger,           | Johnny Williams                                              | St. Mark's Playhouse Brooks Atkinson Theatre, | Obie Award, Distinguished Performance Nomination au Tony Award du meilleur acteur dans un second rôle dans une pièce |
| 1969  | Ceremonies in Dark Old Men | Mr. Russell B. Parker                                        | St. Mark's Playhouse                          | Drama Desk Award, Outstanding Performance                                                                            |
| 1959  | A Raisin in the Sun        | Moving Man Bobo (understudy) Walter Lee Younger (understudy) | Ethel Barrymore Theatre Belasco Theatre       | |

## Récompenses et nominations
- 1966 : Drama Desk Award pour Happy Ending et Day of Absence[5]
- 1968 : Drama Desk Award (avec Robert Hooks et Gerald S. Krone, Negro Ensemble Company)[5]
- 1969 : Drama Desk Award (Outstanding Performance) pour Ceremonies in Dark Old Men[5]
- 1969 : Tony Award (Special Award, avec Robert Hooks et Gerald S. Krone, Negro Ensemble Company)[5]
- 1974 : Tony Award, meilleure pièce (avec Robert Hooks et Gerald S. Krone, Negro Ensemble Company) pour The River Niger[5]
- 1974 : nomination au Tony Award du meilleur acteur dans un rôle secondaire dans une pièce pour The River Niger[5]
- 1976 : nomination au Tony Award de la meilleure pièce (avec Robert Hooks et Gerald S. Krone, Negro Ensemble Company) pour The First Breeze of Summer[5]
- 1979 : nomination au Drama Desk Award (Outstanding New Play, avec Robert Hooks et Gerald S. Krone, Negro Ensemble Company) pour Nevis Mountain Dew[5]
- 1982 : nomination au Drama Desk Award (Outstanding New Play, avec Robert Hooks et Gerald S. Krone, Negro Ensemble Company) pour A Soldier's Play[5]
- 1982 : nomination au Drama Desk Award (Outstanding Director of a Play) pour A Soldier's Play[5]